# Giant Metrewave Radio Telescope
Il Giant Metrewave Radio Telescope, in sigla GMRT, ubicato a Pune, in India, è un array di radiotelescopi operanti nella di lunghezza d'onda dell'ordine di grandezza del metro. È gestito dal centro nazionale di Radio-Astrofisica, un ramo dell'Istituto Tata di ricerca fondamentale di Bombay.
All'epoca della sua realizzazione era il più grande array interferometrico al mondo.